# Nuvem de cogumelo

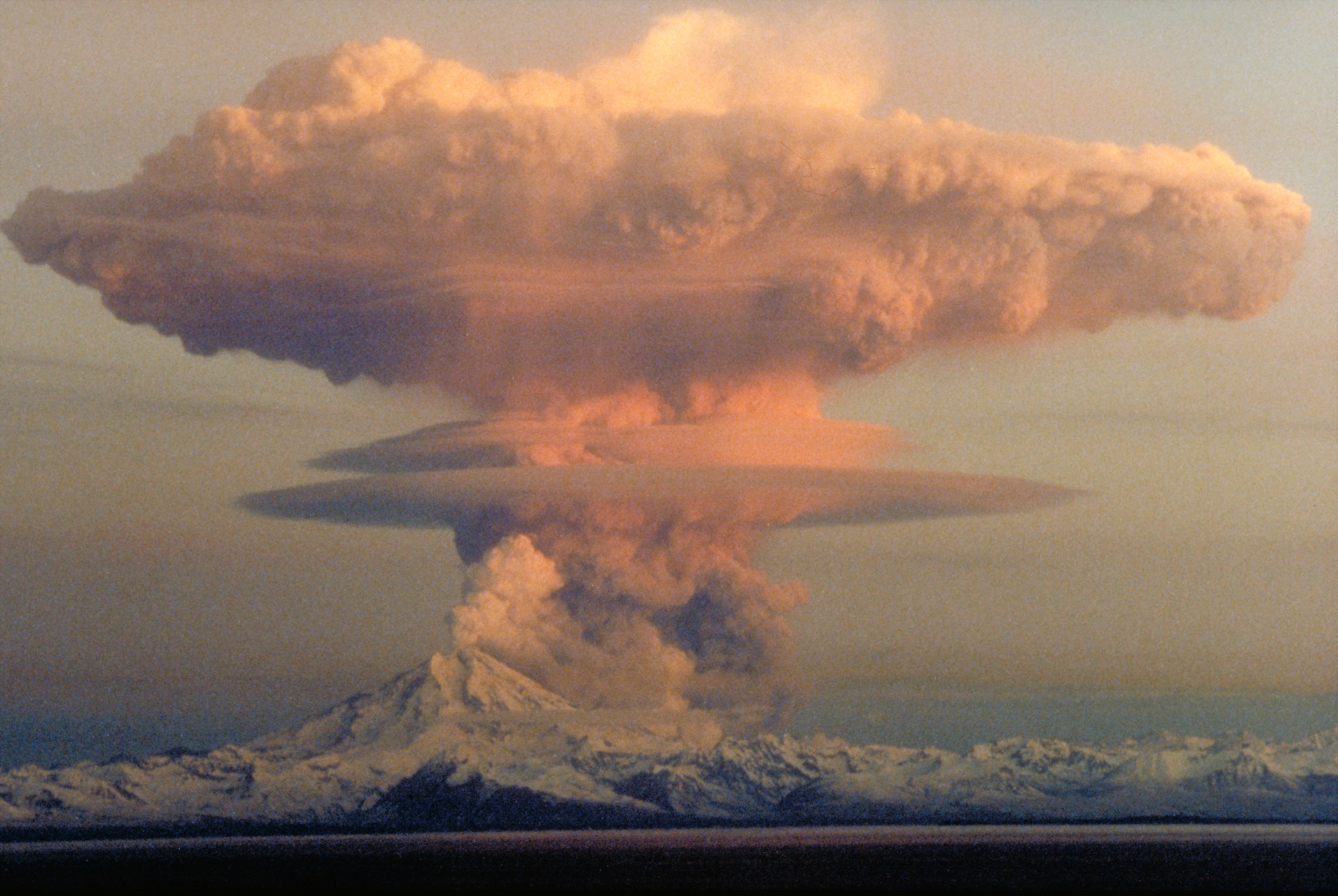
Nuvem ascendente do Vulcão Redoubt de uma erupção em 21 de abril de 1990. A pluma em forma de cogumelo subiu a partir de avalanches de detritos quentes (fluxos piroclásticos) no flanco norte do vulcão.

Uma nuvem de cogumelo é uma nuvem de fumaça, chamas e destroços, em forma de cogumelo, que se forma por causa de uma grande explosão. Estão geralmente associados a explosões nucleares, mas um evento de dimensões semelhantes têm o mesmo efeito. As erupções vulcânicas e as colisões de pequenos corpos como meteoros ou cometas com a Terra pode produzir nuvens de cogumelos naturais. Uma nuvem de cogumelo nuclear é formada quando o calor de uma explosão nuclear aquece o ar e ele torna-se menos denso, subindo e levando consigo poeira e detritos.

## Nuvem cogumelo em tempestades

Bola de fogo de Ivy King e subsequente nuvem em forma de cogumelo vista do nível do mar.

Em certas vezes podem ser observadas nuvens cogumelo em tempestades, quando ocorre uma elevação de parte da tempestade e o restante fica mais baixo como já pode ser observado no Japão e no sul do Brasil.

## Galeria

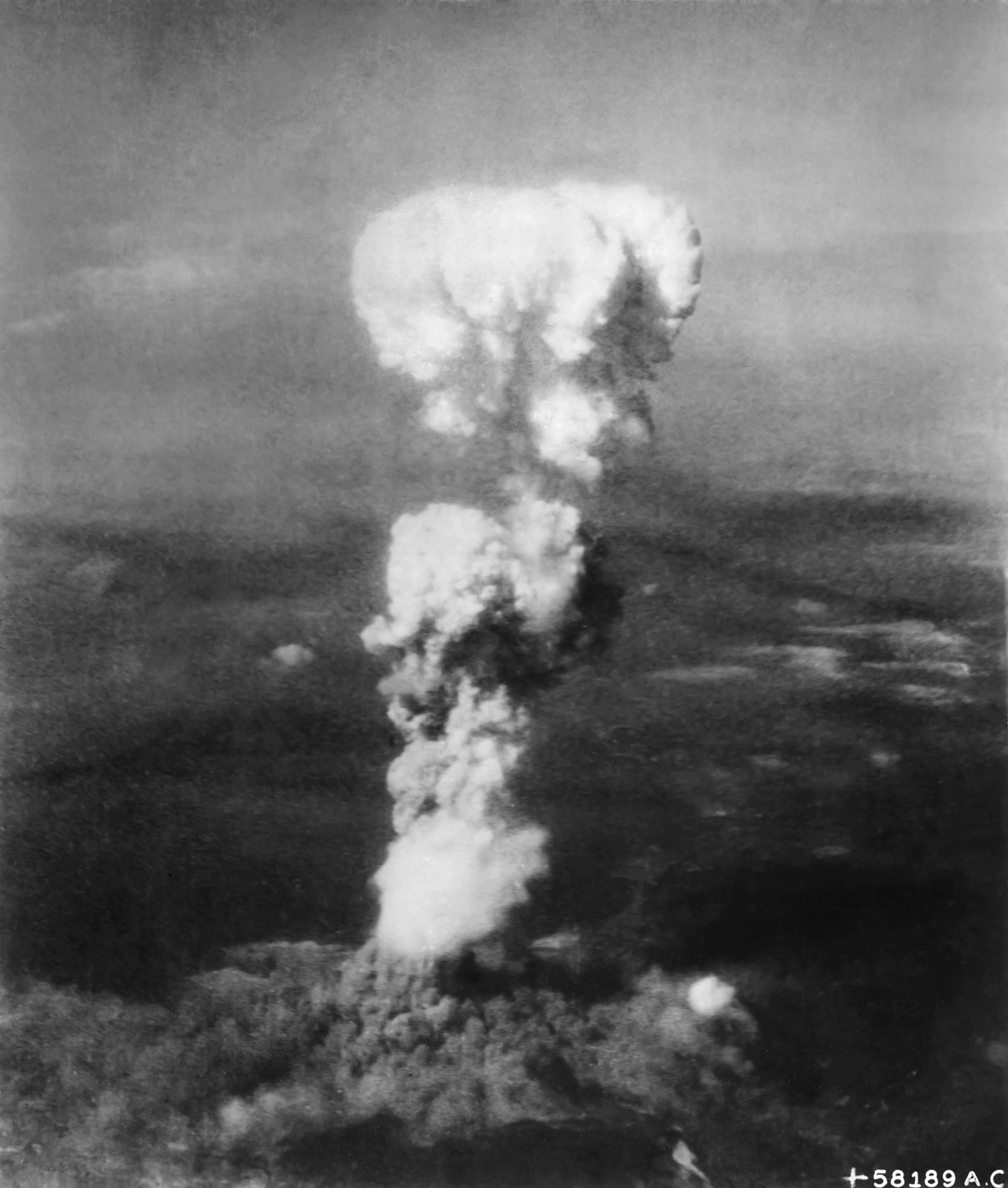
Outra nuvem, fotografada do bombardeiro ,após lançar sobre Hiroshima a bomba Little Boy.
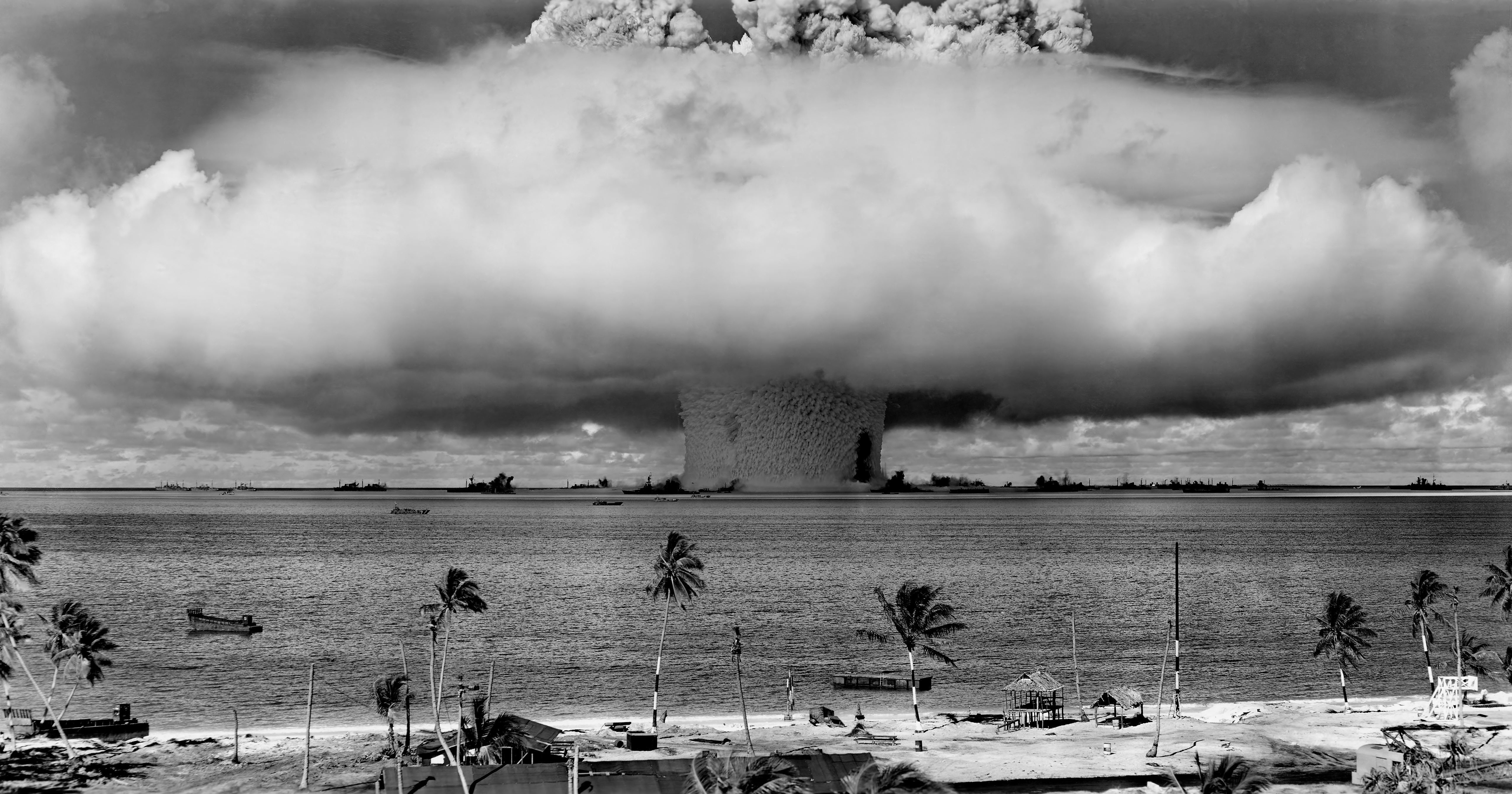
Outra fotografia da Operação Crossroads, mas com o resultado da explosão Baker.
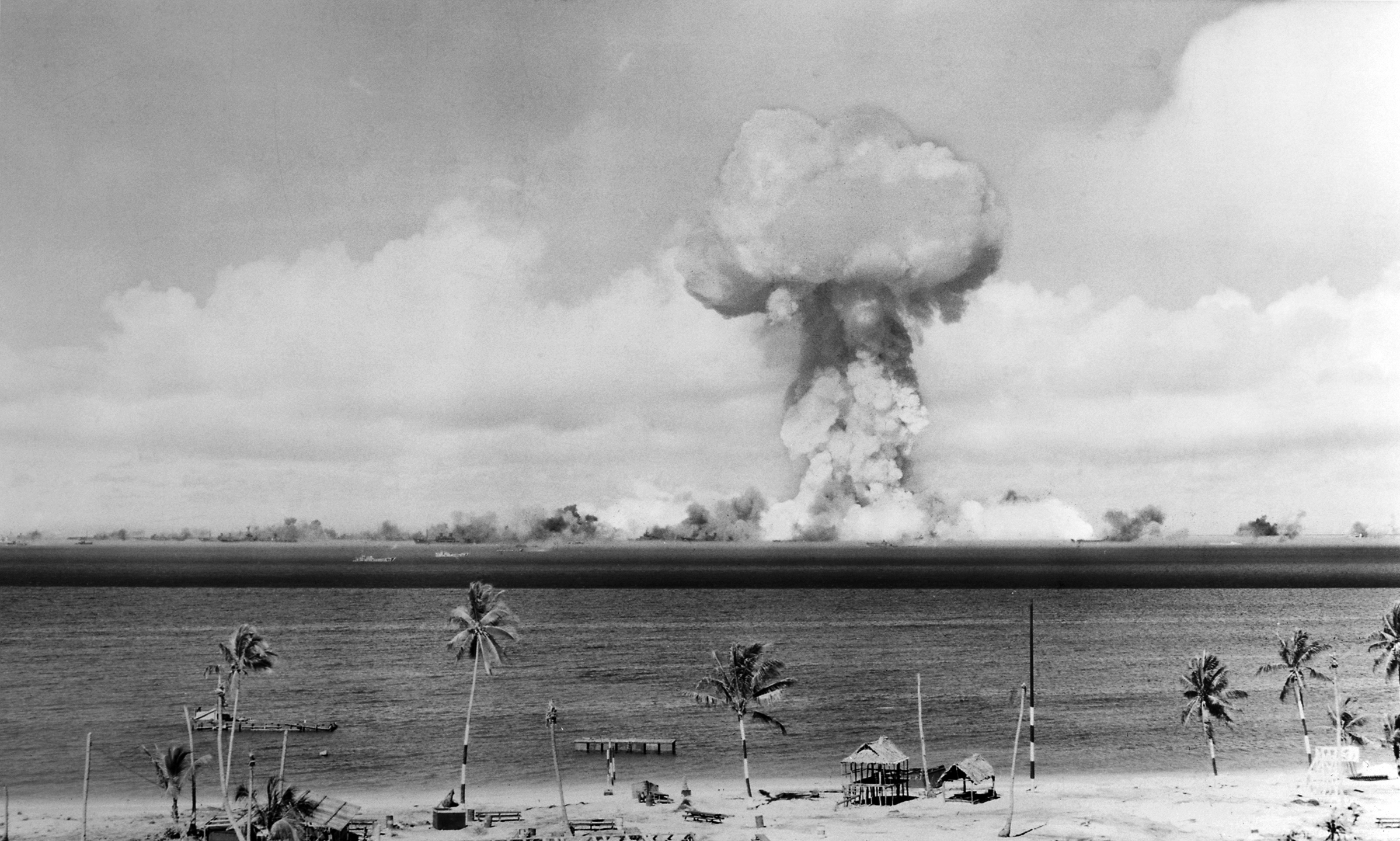
Foto tirada após o teste Able, da Operação Crossroads.
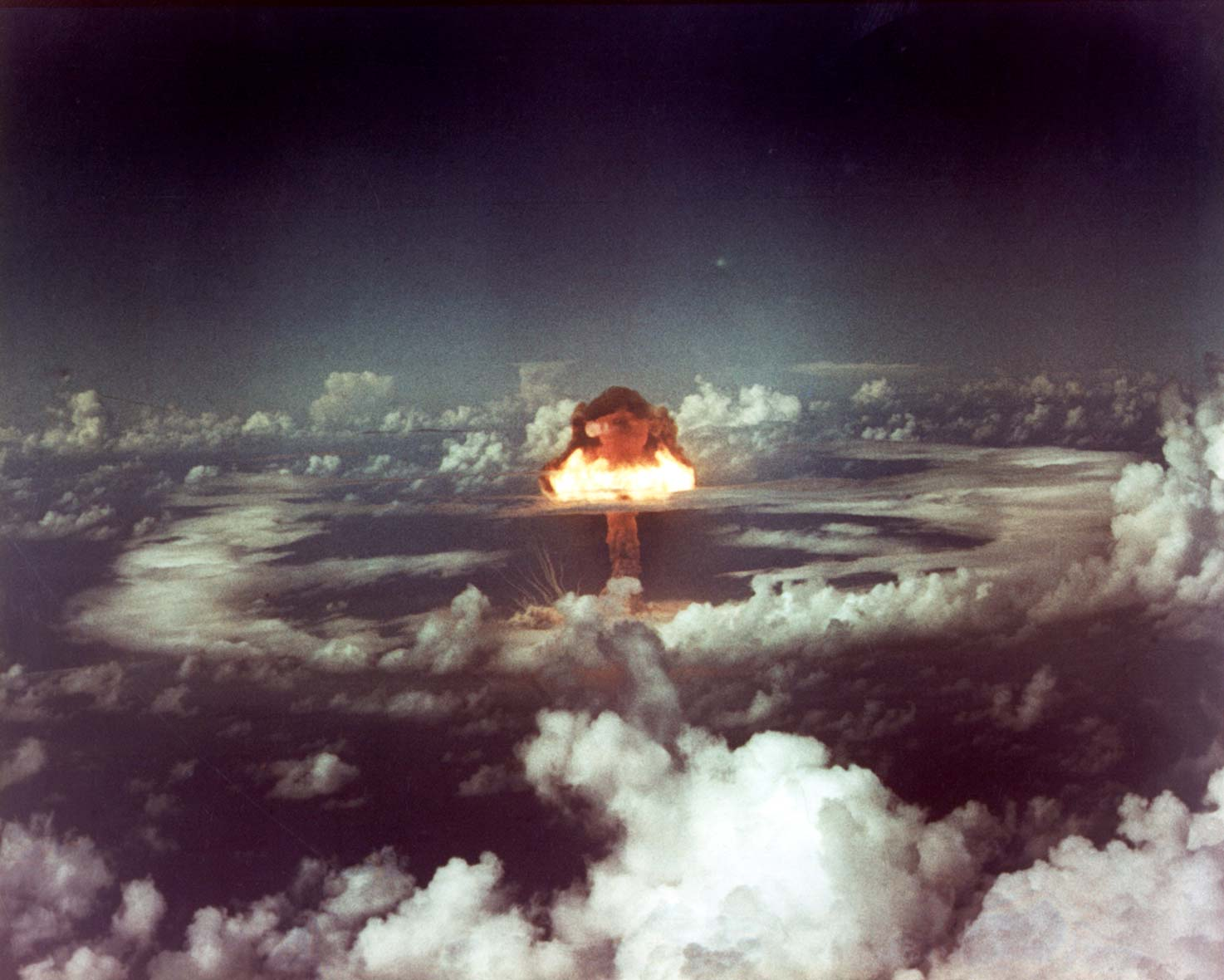
O resultado de outra explosão, da bomba Ivy King.
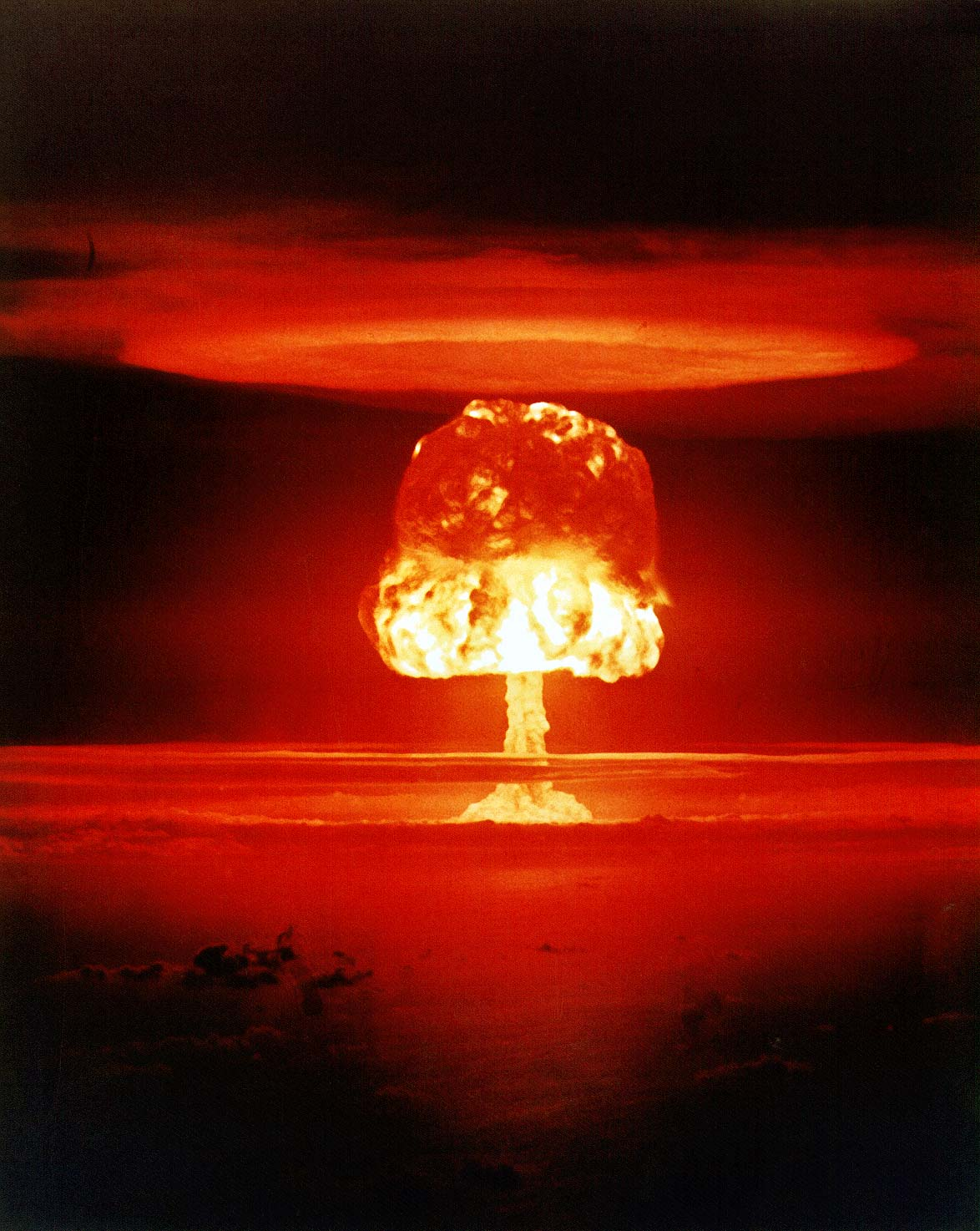
Nuvem de cogumelo durante a Operação Castle, teste Castle Romeo.
O resultado da explosão da Tsar Bomba, a maior arma nuclear já detonada, em 1961.